# Józef Kaczmarski
Józef Ludwik Kaczmarski (ur. 22 kwietnia 1905 w Lipsku koło Iłży – zm. wrzesień 1939) – harcerz, uczestnik obrony Płocka, odznaczony Krzyżem Walecznych

## Życiorys
Był uczniem Drugiego Państwowego Gimnazjum Męskiego w Płocku im. Marszałka Stanisława Małachowskiego oraz harcerzem.
Podczas obrony Płocka brał udział w walkach w Trzepowie jako łącznik batalionu zapasowego 6. pp Legionów.
Został ranny 18 sierpnia 1920 – otrzymał dwie rany postrzałowe twarzy i klatki piersiowej oraz dwie cięte twarzy.
Po klęsce batalionu został wzięty do niewoli i przewieziony do szpitala w Sierpcu, a potem w Płocku. 24 (albo 27 w „Kurjerze Płockim”) sierpnia 1920 roku w płockiej prasie ukazało się ogłoszenie, w którym ojciec zawiadamiał o zaginięciu syna. W szpitalu odwiedził go dziennikarz Adam Grzymała-Siedlecki. W książce Cud Wisły przytoczył anegdotę, według której bohaterstwo Józefa docenione zostało przez sanitariusza rosyjskiego, który na uwagę, żeby chłopca dobić, odpowiedział: „Może on i szkodnik, ale przecież bohater”.
Maturę zdawał w 1927 w Korpusie Kadetów nr 1 we Lwowie. Został absolwentem Oficerskiej Szkoły Artylerii w Toruniu (1929). 
Poległ w stopniu kapitana w nieznanych okolicznościach podczas walk we wrześniu 1939 roku.

## Ordery i odznaczenia
- 10 kwietnia 1921 roku został odznaczony Krzyżem Walecznych przez Marszałka Piłsudskiego.
- Otrzymał Krzyż za Męstwo i Odwagę z numerem 23.

## Upamiętnienia
Ulica Józefa Kaczmarskiego w Płocku (uchwała Rady Miasta z 23 sierpnia 2005 roku).

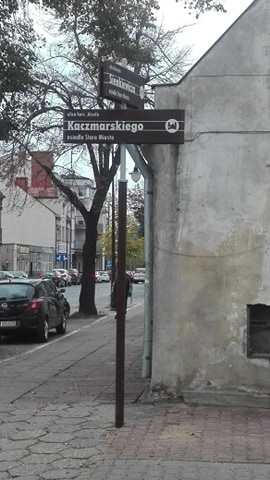
Ulica hm. Józefa Kaczmarskiego w Płocku

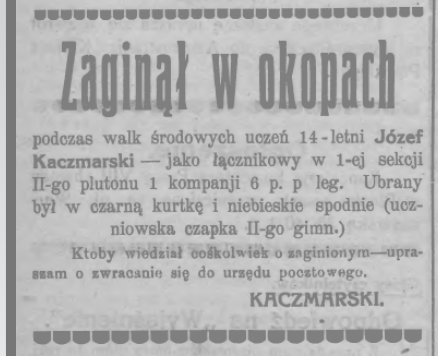
Kurier Płocki 1920 nr 201 s. 4